# Bahnstrecke Dammam–Riad 2
| |                      |                        |                        |
| Streckennummer: | 2                    |                        |                        |
| Streckenlänge: | 561 km               |                        |                        |
| Spurweite: | 1435 mm (Normalspur) |                        |                        |
| |                      |                        |                        |
| \| \| \| König-Abdul-Aziz-Hafen \| \| \| \| 0 \| Dammam \| Dammam \| \| \| \| nach. Al Khubar \| \| \| \| 19 \| Zahran \| Zahran \| \| \| 42 \| Ghunan \| Ghunan \| \| \| 74 \| Abqaiq \| Abqaiq \| \| \| 82 \| Uyun \| Uyun \| \| \| \| nach Foda \| \| \| \| 107 \| Al Mubarraz \| Al Mubarraz \| \| \| 118 \| Al Qarn \| Al Qarn \| \| \| \| Al Sha’bah \| \| \| \| 131 \| Hufuf \| Hufuf \| \| \| 139/0 \| Al Mansurah \| Al Mansurah \| \| \| \| zur Strecke 1 \| \| \| \| 158 \| Al Uthmaniyah \| Al Uthmaniyah \| \| \| 172 \| Al Udayliyah \| Al Udayliyah \| \| \| 201 \| Ghar Mihn \| Ghar Mihn \| \| \| 282 \| Harad \| Harad \| \| \| 447 \| Ain Wasia \| Ain Wasia \| \| \| 459 \| Al Yamamah \| Al Yamamah \| \| \| \| nach Al-Chardsch \| \| \| \| 474 \| Hadsch al Mahattat \| Hadsch al Mahattat \| \| \| 480 \| As Salamiya \| As Salamiya \| \| \| 494 \| Al Bad \| Al Bad \| \| \| 506 \| Dahl Hit \| Dahl Hit \| \| \| 538 \| von Strecke 1 \| von Strecke 1 \| \| \| \| zum Flughafen Riad \| \| \| \| 561 \| Riad \| Riad \| |                      |                        |                        |
| Betriebs-/Güterbahnhof Streckenanfang |                      | König-Abdul-Aziz-Hafen | König-Abdul-Aziz-Hafen |
| Dienststation / Betriebs- oder Güterbahnhof | 0                    | Dammam                 | Dammam                 |
| Abzweig geradeaus und nach links |                      | nach. Al Khubar        | nach. Al Khubar        |
| Blockstelle | 19                   | Zahran                 | Zahran                 |
| Blockstelle | 42                   | Ghunan                 | Ghunan                 |
| Dienststation / Betriebs- oder Güterbahnhof | 74                   | Abqaiq                 | Abqaiq                 |
| Blockstelle | 82                   | Uyun                   | Uyun                   |
| Abzweig geradeaus und nach rechts |                      | nach Foda              | nach Foda              |
| Blockstelle | 107                  | Al Mubarraz            | Al Mubarraz            |
| Blockstelle | 118                  | Al Qarn                | Al Qarn                |
| Blockstelle |                      | Al Sha’bah             | Al Sha’bah             |
| Dienststation / Betriebs- oder Güterbahnhof | 131                  | Hufuf                  | Hufuf                  |
| Blockstelle | 139/0                | Al Mansurah            | Al Mansurah            |
| Abzweig geradeaus und nach rechts |                      | zur Strecke 1          | zur Strecke 1          |
| Blockstelle | 158                  | Al Uthmaniyah          | Al Uthmaniyah          |
| Blockstelle | 172                  | Al Udayliyah           | Al Udayliyah           |
| Blockstelle | 201                  | Ghar Mihn              | Ghar Mihn              |
| Dienststation / Betriebs- oder Güterbahnhof | 282                  | Harad                  | Harad                  |
| Blockstelle | 447                  | Ain Wasia              | Ain Wasia              |
| Blockstelle | 459                  | Al Yamamah             | Al Yamamah             |
| Abzweig geradeaus und von links |                      | nach Al-Chardsch       | nach Al-Chardsch       |
| Dienststation / Betriebs- oder Güterbahnhof | 474                  | Hadsch al Mahattat     | Hadsch al Mahattat     |
| Dienststation / Betriebs- oder Güterbahnhof | 480                  | As Salamiya            | As Salamiya            |
| Blockstelle | 494                  | Al Bad                 | Al Bad                 |
| Blockstelle | 506                  | Dahl Hit               | Dahl Hit               |
| Abzweig geradeaus und von rechts | 538                  | von Strecke 1          | von Strecke 1          |
| Abzweig geradeaus und nach links |                      | zum Flughafen Riad     | zum Flughafen Riad     |
| Betriebs-/Güterbahnhof Streckenende | 561                  | Riad                   | Riad                   |

Die Bahnstrecke Dammam–Riad 2 verbindet die Hafenstadt Dammam am Persischen Golf mit der Hauptstadt von Saudi-Arabien, Riad. Sie wird heute durch die Saudi Railways Organisation (SRO) betrieben.

## Geschichte
Die Strecke entstand ab 1948 als eine Eisenbahninfrastruktur der Saudi Aramco Petroleum Company (ARAMCO), um Ausrüstung für deren Erdölförderung und Ölprodukte zwischen dem Persischen Golf und dem Hinterland zu transportieren. Das erste Teilstück vom Golf bis Hufuf ging im Oktober 1949 in Betrieb. Eröffnet wurde die Gesamtstrecke bis Riad am 20. Oktober 1951 durch König Abd al-Aziz ibn Saud und den damaligen Kronprinzen Saud ibn Abd al-Aziz. Damals gab es auf der Strecke auch Personenverkehr. Zunächst betrieb Aramco die Strecke selbst. 1980 übernahm der saudische Staat die ARAMCO komplett. Die Eisenbahn des Landes und auch die Bahnstrecke gingen damit in staatliche Trägerschaft über.

## Ausbauzustand
Es handelt sich um eine normalspurige eingleisige nicht elektrifizierte Strecke, die ausschließlich mit Dieselfahrzeugen betrieben wird. Zwischen Dammam und Al Mansurah läuft zu der Strecke die Bahnstrecke Dammam–Riad 1 auf 139 km parallel. Es handelt sich aber um eine getrennte Infrastruktur. Jede der Strecken wird jeweils als eigene Strecke betrieben. Verwendet werden Schienen des Typs UIC 60. Die Weichenantriebe werden durch Gehäuse vor Sand geschützt.
Die technische Ausstattung und die Systeme, die für Betriebssicherheit sorgten, waren bis 2009 recht einfach. Es gab weder zeitgemäße Signale noch eine technische Zugsicherung. Ein Konsortium aus Siemens Transportation Systems und der Saudi Arabian Nour Communications Company hat die Strecke von 2005 bis 2009 modernisiert. Sie wurde mit modernen Signalanlagen mit Blockstellen, Videoüberwachung für wichtige Bahnübergänge und die gesamte Strecke mit ETCS Level 1 ausgerüstet. Wegen der extremen Witterungsbedingungen haben deren Balisen einen speziellen Sonnenschutz. Außerdem wurde für Steuerung und Funkverkehr GSM-R eingeführt. Gesteuert wird das System von zehn Simis-Stellwerken von Siemens. Die Leitstelle mit vier Bedienerplätzen befindet sich in Dammam.
Die Strecke soll zweigleisig ausgebaut und auf 150 km/h ertüchtigt werden. Ein Vertrag mit einer Firma, die den Ausbau zunächst im Abschnitt Hufuf-Harad durchführen soll, wurde 2014 unterzeichnet.

## Verkehr
Die Strecke dient im Wesentlichen dem Verkehr zwischen der Hauptstadt Riad und der Hafenstadt Dammam. Sie dient ausschließlich dem Güterverkehr. Im Jahr 2008 wurden 3,5 Millionen Tonnen Güter (vor allem in Containern) befördert. Der zweigleisige Ausbau dient dazu, sowohl Personenverkehr wieder auf der Strecke einzuführen als auch die Kapazität des Güterverkehrs zu erhöhen.